# Max Méreaux
Max Méreaux (Sint-Omaars, 13 oktober 1946) is een Frans componist en professor in muziek. Hij werd bekend voor zijn vele composities, vooral kamermuziek en educatieve stukken. Verder is hij ook auteur van enkele werken in de muziektherapie.

## Biografie
Zijn eerste muziekonderricht kreeg hij aan het conservatorium in zijn geboortestad. Verder compositie studeerde hij bij Jacques Castérède aan het Muziekconservatorium in Parijs.

## Werk
- Sonatinen voor gitaar en piano.
- Sonate voor klarinet, cello en piano.
- Suite voor 10 soloinstrumenten.
- Pentacle voor orkest.
- Alturas de Macchu Picchu voor bariton en orkest.
- Das "Konzert für Violine und elf Saiteninstrumente" wurde 1981 bei dem renommierten "Concours International de Composition VALENTINO BUCCHI de Rome" ausgezeichnet.
- Das "Konzert für Violone und zwölf Saiteninstrumente" ist Tibor Varga und seinem Kammerorchester in Detmold gewidmet.

## Publicaties
- La musique pour guérir (Editions Van de Velde, traduction en italien aux Editions Xenia à Milan)
- Guide pratique de Musicothérapie (Editions Dangles, traduction en espagnol aux Editions Gedisa à Barcelone).